# Juan Carlos Unzué
Juan Carlos Unzué Labiano (Pamplona, 22 de abril de 1967), mais conhecido como Unzué, é um treinador e ex-futebolista espanhol. Atualmente está sem clube. Militou em várias equipes da Primeira Divisão da Liga espanhola de futebol, principalmente no Sevilla. É irmão de Eusebio Unzué, diretor-esportivo da equipe de ciclismo Movistar Team. 
Foi treinador de goleiros do Barcelona e treinador do Numancia, na 2ª Divisão espanhola.

## Trajetória desportiva

### Liga espanhola
Depois de uma estadia no Osasuna B, subiu para a equipe principal na temporada 1986-87, permanecendo duas temporadas completas como goleiro titular, até se incorporar ao FC Barcelona em 1988, onde ficou por 2 temporadas como suplente de Andoni Zubizarreta. Na temporada 1990-91, assinou com o Sevilla, onde jogou, até 1996-97, 222 partidas pelo clube andaluz na Primeira Divisão.
Ao todo disputou 318 partidos de Une em Primeira Divisão: 56 com Osasuna (15 na primeira passagem e 41 na segunda), 5 com o Barcelona, 222 com o Sevilla e 35 com o Tenerife. Aposentou-se em 2003, aos 36 anos, com os títulos da Recopa em 1989 e a Copa do Rei em 1990, ambas pelos Culés. Pelo Sevilla, participou em 2 ocasiões na Copa da UEFA: 1990-91 e 1995-96, onde chegou até as oitavas-de-final.

### Seleção espanhola
Somou 35 jogos internacionais com os combinados nacionais Sub-18, Sub-19 e Sub-21 da Espanha. Foi vice-campeão do mundo com a seleção sub-20 na Rússia em 1985. Não chegou a ser convocado para a seleção principal da Fúria em nenhuma ocasião, tendo jogado 2 vezes pela Seleção do País Basco, entre 2000 e 2001.

### Participações em Mundiais
| Mundial                 | Sede            | Resultado   | Partidos | Golos |
| ----------------------- | --------------- | ----------- | -------- | ----- |
| Mundial Juvenil de 1985 | União Soviética | Sub-Campeão | 6        | -8    |

### Treinador
Unzué virou treinador de goleiros do Futebol Clube Barcelona quando Frank Rijkaard assumiu o comando técnico em 2003, e também durante as duas primeiras campanhas de Josep Guardiola (2008 a 2010). Em junho de 2010, estreou como treinador ao assumir o Numancia, estreando em 31 de julho, num amistoso ante o Mirandés. O Numancia finalizou o campeonato de Segunda Divisão em décimo lugar.
Após uma temporada, em 2011 regressa ao Barcelona para retomar a preparação dos goleiros, substituindo a Carles Busquets. Foi a segunda passagem de Unzué no cargo, já que o tinha sido de 2003 a 2010. Em 19 de junho de 2012, o Barcelona anuncia a rescisão, por mútuo acordo, do contrato que vinculava ambas partes até junho do 2013. No mesmo dia, é anunciada sua contratação como novo treinador do Racing de Santander, assinando um contrato por 2 temporadas com opção de renová-lo por mais uma. Mas Unzué não chegou a começar a temporada, desvinculando da agremiação cântabra por problemas em relação ao contrato.
Em junho de 2013, incorpora-se ao Celta de Vigo como assistente de Luis Enrique.
Um ano depois, acompanha Luis Enrique e volta novamente ao Barcelona, desta vez como auxiliar do asturiano, tendo conseguido os títulos da Copa do Rei e da Liga Espanhola, entre outros títulos, tornando-se o primeiro técnico navarro a realizar o feito.
Em 28 de maio de 2017, foi anunciado como treinador do Celta de Vigo, assinando contrato válido por duas temporadas. 
Em Julho de 2020, foi oficializado como treinador do Girona, assinando contrato válido por uma temporada. Ainda em Outubro foi demitido do time espanhol por maus resultados.

## Clubes

### Como jogador
| Clube                     | País    | Ano         |
| ------------------------- | ------- | ----------- |
| Clube Atlético Osasuna    | Espanha | 1986 - 1988 |
| Futebol Clube Barcelona   | Espanha | 1988 - 1990 |
| Sevilla Futebol Clube     | Espanha | 1990 - 1997 |
| Clube Desportivo Tenerife | Espanha | 1997 - 1999 |
| Real Oviedo               | Espanha | 1999 - 2001 |
| Clube Atlético Osasuna    | Espanha | 2001 - 2003 |

### Como treinador
| Clube                             | País    | Anos        |
| --------------------------------- | ------- | ----------- |
| Numancia                          | Espanha | 2010 - 2011 |
| Racing Santander                  | Espanha | 2012        |
| Celta de Vigo (segundo treinador) | Espanha | 2013 - 2014 |
| Barcelona (segundo treinador)     | Espanha | 2014 - 2017 |
| Celta de Vigo (segundo treinador) |         | 2017 - 2018 |

## Títulos

### Torneios nacionais
| Título      | Clube           | País    | Ano  |
| ----------- | --------------- | ------- | ---- |
| Copa do Rei | F. C. Barcelona | Espanha | 1990 |

### Copa internacionais
| Título           | Clube           | País    | Ano  |
| ---------------- | --------------- | ------- | ---- |
| Recopa de Europa | F. C. Barcelona | Espanha | 1989 |